# 井宿增六
井宿增六（御夫座49）是位於北天星座御夫座的一顆恆星，距離太陽680光年。它是一顆肉眼可見的暗淡白色恆星，視星等為5.26等。這顆恒星正以每秒+17公里的日心徑向速度遠離地球，而在大約550萬年前距離僅149光年。它位於黃道附近，因此會受到月掩星現象的影響。
該天體是一顆A型主序星，其恆星分類為A0Vnn，其中的「n」表示由於快速旋轉而產生「模糊」的譜線。它的投影轉速為149公里/秒。這顆恆星的半徑約為太陽半徑的2.3倍，來自光球的8,749K有效溫度 ，使它的輻射量超過太陽亮度的3倍。